# Чорум (вилает)
Чорум (на турски: Çorum) е вилает в Североцентрална Турция. Административен център на вилаета е едноименният град Чорум.
Вилает Чорум е с население от 560 488 жители (оценка от 2006 г.) и обща площ от 12 820 кв. км.

## Население
Численост на населението според преброяванията през годините:
| Година | Численост |
| 1990   | 608 660   |
| 2000   | 597 065   |
| 2011   | 534 825   |